# Presidenti del Molise

Bandiera del Molise

I presidenti della giunta regionale, dal 1970 al 1999, erano eletti dal consiglio regionale. In seguito alla legge costituzionale n. 1 del 1999, l'elezione del presidente della Regione avviene per suffragio universale e diretto.

## Elenco
| Nº                             | Presidente | Presidente     | Presidente                               | Partito                              | Giunta                               | Composizione     | Composizione                                  | Mandato          | Mandato          | Leg.          |
| Nº                             | Presidente | Presidente     | Presidente                               | Partito                              | Giunta                               | Composizione     | Composizione                                  | Inizio           | Fine             | Leg.          |
| ------------------------------ | ---------- | -------------- | ---------------------------------------- | ------------------------------------ | ------------------------------------ | ---------------- | --------------------------------------------- | ---------------- | ---------------- | ------------- |
| 1                              |            |                | Carlo Vitale (1930-1973)                 | Democrazia Cristiana                 | Vitale                               |                  | Centro-sinistra "organico" (DC-PSI-PSDI-PRI)  | 8 giugno 1970    | 23 gennaio 1973  | I (1970)      |
| 2                              |            |                | Giustino D'Uva (1924-1984)               | Democrazia Cristiana                 | D'Uva I                              | 23 gennaio 1973  | Centro-sinistra "organico" (DC-PSI-PSDI-PRI)  | 16 giugno 1975   |                  | I (1970)      |
| 3                              |            |                | Florindo D'Aimmo (1928-2013)             | Democrazia Cristiana                 | D'Aimmo I                            | 16 giugno 1975   | Centro-sinistra "organico" (DC-PSI-PSDI-PRI)  | 10 giugno 1980   | II (1975)        |               |
| 3                              | D'Aimmo II | 10 giugno 1980 | Florindo D'Aimmo (1928-2013)             | Democrazia Cristiana                 | 30 marzo 1982                        | III (1980)       | Centro-sinistra "organico" (DC-PSI-PSDI-PRI)  |                  |                  |               |
| (2)                            |            |                | Giustino D'Uva (1924-1984)               | Democrazia Cristiana                 | D'Uva II                             | III (1980)       | Centro-sinistra "organico" (DC-PSI-PSDI-PRI)  | 30 marzo 1982    | 10 ottobre 1984  |               |
| 4                              |            |                | Ulderico Adolfo Colagiovanni (1917-1996) | Democrazia Cristiana                 | Colagiovanni                         | III (1980)       | Centro-sinistra "organico" (DC-PSI-PSDI-PRI)  | 5 novembre 1984  | 13 maggio 1985   |               |
| 5                              |            |                | Paolo Nuvoli (1935- )                    | Democrazia Cristiana                 | Nuvoli                               | 13 maggio 1985   | Centro-sinistra "organico" (DC-PSI-PSDI-PRI)  | 16 gennaio 1988  | IV (1985)        |               |
| 6                              |            |                | Fernando Di Laura Frattura (1932-2015)   | Democrazia Cristiana                 | Di Laura Frattura, F.                | 16 gennaio 1988  | Centro-sinistra "organico" (DC-PSI-PSDI-PRI)  | 27 luglio 1990   | IV (1985)        |               |
| 7                              |            |                | Enrico Santoro (1932- )                  | Democrazia Cristiana                 | Santoro                              | 27 luglio 1990   | Centro-sinistra "organico" (DC-PSI-PSDI-PRI)  | 3 agosto 1992    | V (1990)         |               |
| 8                              |            |                | Luigi Di Bartolomeo (1943-2022)          | Democrazia Cristiana                 | Di Bartolomeo                        | 3 agosto 1992    | Centro-sinistra "organico" (DC-PSI-PSDI-PRI)  | 22 dicembre 1993 | V (1990)         |               |
| 9                              |            |                | Giovanni Di Giandomenico (1941- )        | Partito Popolare Italiano            | Di Giandomenico                      |                  | Centrismo (PPI-PSDI-PRI)                      | 15 marzo 1994    | V (1990)         | 7 giugno 1995 |
| 10                             |            |                | Marcello Veneziale (1941- )              | Partito Democratico della Sinistra   | Veneziale I                          |                  | L'Ulivo (PDS-PPI-PdD-PRC)                     | 7 giugno 1995    | 9 febbraio 1998  | VI (1995)     |
| 11                             |            |                | Angelo Michele Iorio (1948- )            | Forza Italia                         | Iorio I                              |                  | Polo per le Libertà (FI-AN-CCD-CDU)           | 9 febbraio 1998  | 28 gennaio 1999  | VI (1995)     |
| (10)                           |            |                | Marcello Veneziale (1941- )              | Democratici di Sinistra              | Veneziale II                         |                  | L'Ulivo (DS-PPI-Dem-PRC-UDR)                  | 28 gennaio 1999  | 20 maggio 2000   | VI (1995)     |
| Presidenti eletti direttamente |            |                |                                          |                                      |                                      |                  |                                               |                  |                  |               |
| 12                             |            |                | Giovanni Di Stasi (1950- )               | Democratici di Sinistra              | Di Stasi                             |                  | L'Ulivo (DS-PPI-Dem-SDI-PRC-UDEUR)            | 20 maggio 2000   | 21 novembre 2001 | VII (2000)    |
| (11)                           |            |                | Angelo Michele Iorio (1948- )            | Forza Italia Il Popolo della Libertà | Iorio II                             |                  | Casa delle Libertà (FI-CCD-CDU-DE-AN)         | 21 novembre 2001 | 7 novembre 2006  | VIII (2001)   |
| (11)                           | Iorio III  |                | Angelo Michele Iorio (1948- )            | Forza Italia Il Popolo della Libertà | Casa delle Libertà (FI-UdC-AN-DCA)   | 7 novembre 2006  | 15 novembre 2011                              | IX (2006)        |                  |               |
| (11)                           | Iorio IV   |                | Angelo Michele Iorio (1948- )            | Forza Italia Il Popolo della Libertà | Centro-destra (PdL-UdC-AdC-GS-UDEUR) | 15 novembre 2011 | 16 marzo 2013                                 | X (2011)         |                  |               |
| 13                             |            |                | Paolo Di Laura Frattura (1962- )         | Partito Democratico                  | Di Laura Frattura, P.                |                  | Centro-sinistra (PD-IdV-UDEUR-PdCI-SEL)       | 16 marzo 2013    | 8 maggio 2018    | XI (2013)     |
| 14                             |            |                | Donato Toma (1957- )                     | Forza Italia                         | Toma                                 |                  | Centro-destra (FI-Lega-PpI-FdI-UdC-L. civica) | 8 maggio 2018    | 6 luglio 2023    | XII (2018)    |
| 15                             |            |                | Francesco Roberti (1967- )               | Forza Italia                         | Roberti                              |                  | Centro-destra (FdI-FI-NM-PpI-Lega-UdC-IV)     | 6 luglio 2023    | in carica        | XIII (2023)   |

## Presidenti per durata complessiva
| N. | Presidente                   | Giorni in carica |
| -- | ---------------------------- | ---------------- |
| 1  | Angelo Michele Iorio         | 4486             |
| 2  | Florindo D'Aimmo             | 2479             |
| 3  | Donato Toma                  | 1885             |
| 4  | Paolo Di Laura Frattura      | 1879             |
| 5  | Giustino D'Uva               | 1799             |
| 6  | Marcello Veneziale           | 1456             |
| 7  | Paolo Nuvoli                 | 978              |
| 8  | Carlo Vitale                 | 960              |
| 9  | Fernando Di Laura Frattura   | 923              |
| 10 | Francesco Roberti            | 776              |
| 11 | Enrico Santoro               | 738              |
| 12 | Giovanni Di Stasi            | 550              |
| 13 | Luigi Di Bartolomeo          | 506              |
| 14 | Giovanni Di Giandomenico     | 449              |
| 15 | Ulderico Adolfo Colagiovanni | 189              |